# Hrabušice
Hrabušice (bis 1927 slowakisch auch Hrabošice; deutsch Kabsdorf – älter auch Kapsdorf oder Kalbsdorf, ungarisch Káposztafalva – bis 1907 Káposztafalu) ist eine Gemeinde in der Ostslowakei.

## Geographie

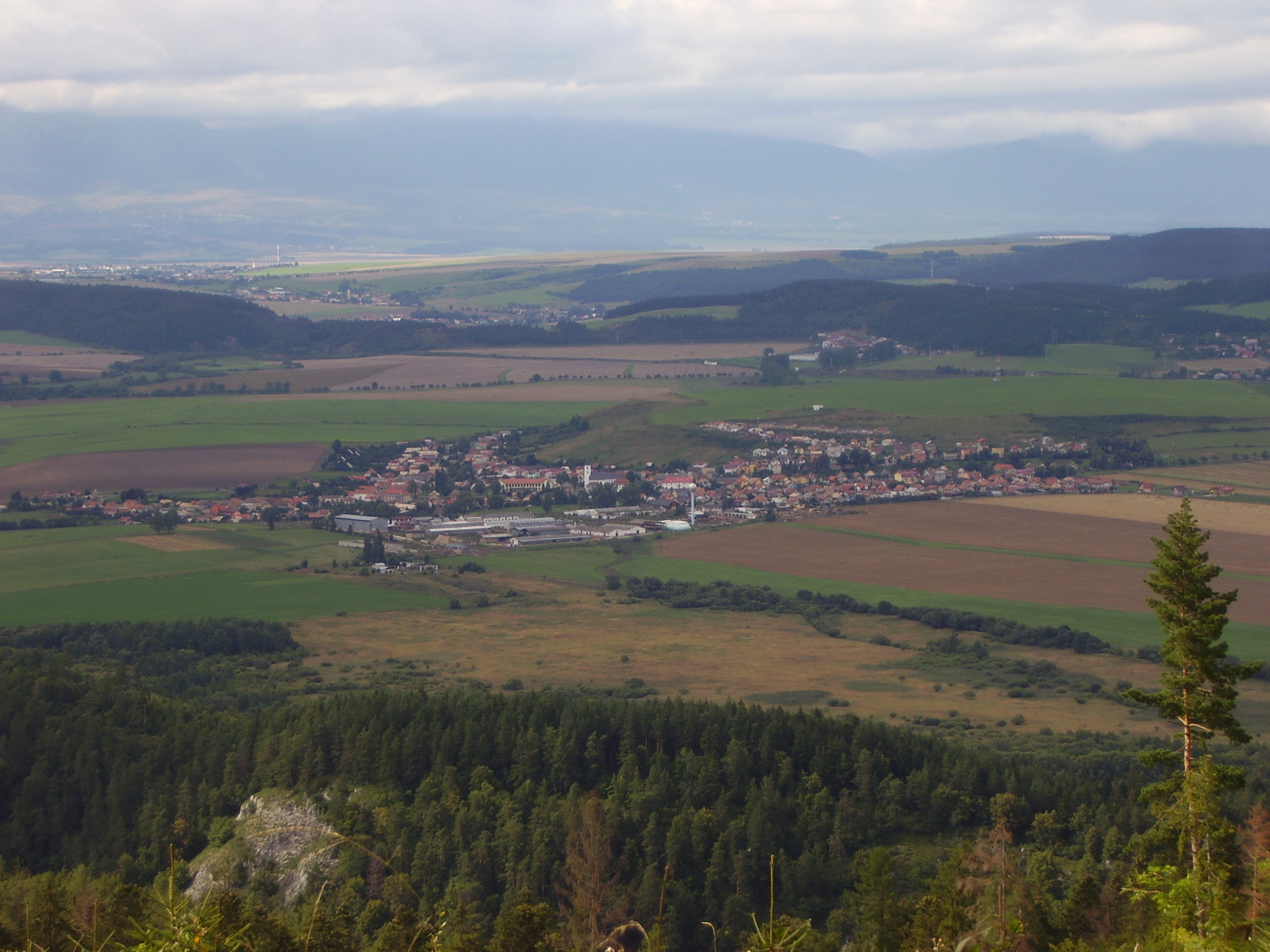
Blick auf den Ort

Die Gemeinde liegt in der historischen Region Zips im Westteil des Hornád-Kessels (Hornádska kotlina), am Ufer des Hrabušice-Baches, der unweit des Ortes im Hornád einmündet. Das Dorfzentrum befindet sich 548 Meter über dem Meer. Der Ort liegt an den Nordhängen des Slowakischen Paradieses und ist Ausgangspunkt für einige Natursehenswürdigkeiten. Größere Städte in der Nähe sind Poprad (im Nordwesten) und Spišská Nová Ves (im Südosten), beide sind 16 km entfernt. Der nächste Bahnanschluss befindet sich im Nachbarort Vydrník (3 km nördlich) an der Bahnstrecke Košice–Žilina.

## Geschichte
Die erste belegte Besiedlung erfolgte am Ende der Latènezeit; es gab auch eine Siedlung der Puchauer Kultur aus der Römerzeit. Die erste schriftliche Erwähnung des Ortes erfolgte 1279 als villa Composita. Er gehörte später zum Bund der Zipser Sachsen und von 1465 zur Herrschaft der Zipser Burg. Es gab im Ort eine Brauerei, ein Sägewerk, eine Mühle und ein Hüttenwerk. Die Bevölkerung befasste sich mit Landwirtschaft und Jagd.

## Sehenswürdigkeiten

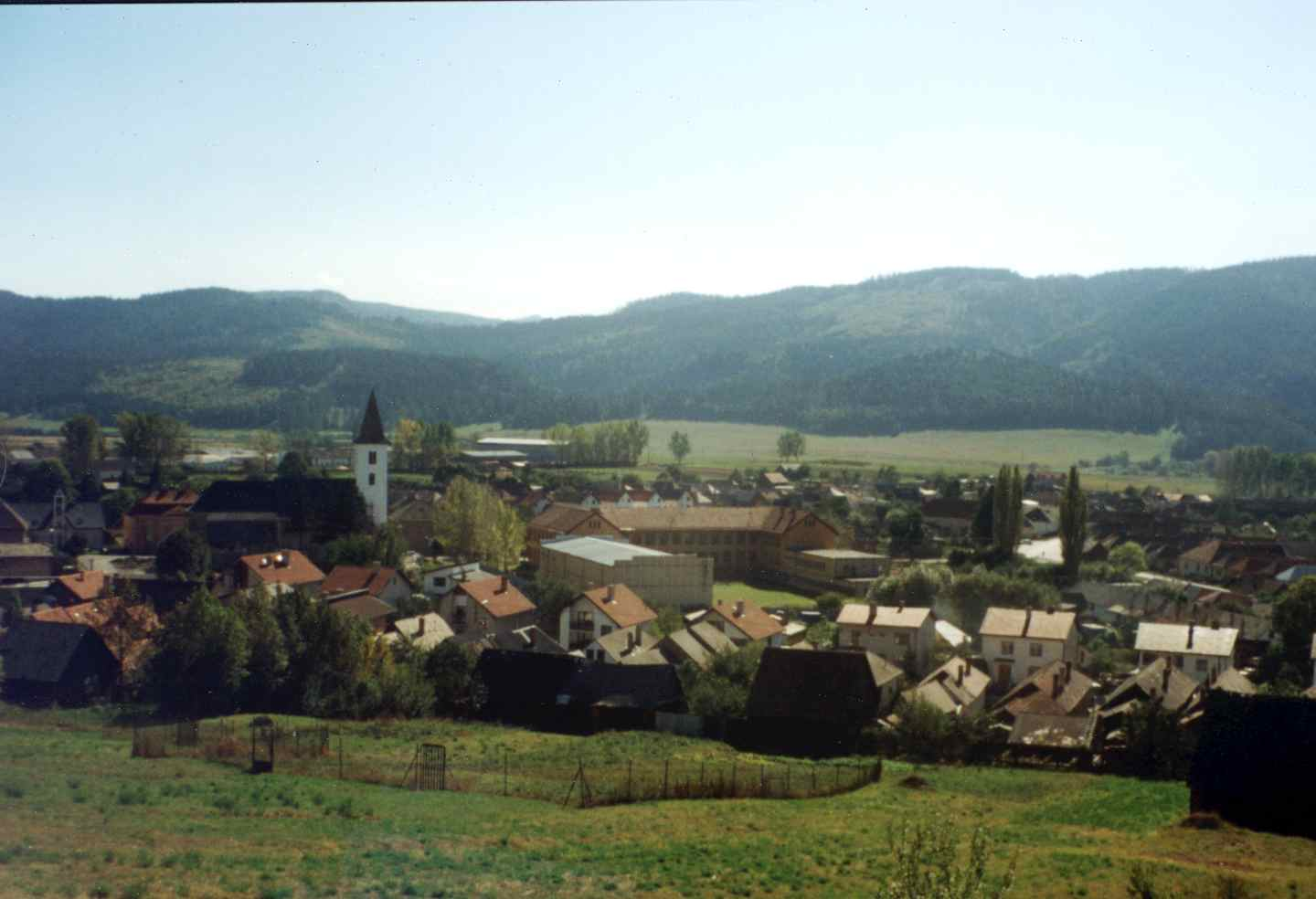
Ortsmitte mit Laurantius-Kirche

- Römisch-katholische Kirche des Hl. Lorenz aus der Mitte des 13. Jahrhunderts, ursprünglich im romanischen Stil. Innen befindet sich unter anderem ein Flügelaltar aus den Jahren 1516–1520 aus der Werkstatt von Paul von Leutschau.
- Katholisches Pfarrhaus aus dem 17. Jahrhundert, ursprünglich im Renaissance-, heute im Barockstil
- Reste der Burg Marcelov hrad auf dem Berg Zelená hora (654 m n.m., wörtlich Grüner Berg), die im 13. Jahrhundert gebaut und 1462 von den Bürgern von Levoča zerstört wurde
- Reste des Klosters Kláštorisko auf dem Zufluchtfelsen (Skala útočišťa), das 1299 von Kartäusern erbaut und im 16. Jahrhundert zerstört wurde
- Natursehenswürdigkeiten im Slowakischen Paradies, unter anderem Schluchten Suchá Belá, Prielom Hornádu, Kláštorská roklina sowie Veľký Sokol und Piecky. Erstere sind vom Ort Podlesok aus erreichbar, letztere vom Ortsteil Píla.

## Bevölkerung
| Jahr                | 1994 | 2004     | 2014    | 2024    |
| ------------------- | ---- | -------- | ------- | ------- |
| Anzahl der Personen | 2018 | 2249     | 2436    | 2602    |
| Unterschied         |      | +11,44 % | +8,31 % | +6,81 % |

| Jahr                | 2023 | 2024    |
| ------------------- | ---- | ------- |
| Anzahl der Personen | 2585 | 2602    |
| Unterschied         |      | +0,65 % |

Laut der Volkszählung von 2001 waren von 2173 Einwohnern 1814 Slowaken (83,5 %) und 348 Roma (16 %). 1992 der Einwohner (91,7 %) gaben als Konfession römisch-katholisch an.